# Eucalyptus conferruminata
Espèce
Classification phylogénétique
Répartition géographique
Eucalyptus conferruminata est une espèce de plantes à fleurs du genre Eucalyptus et de la famille des Myrtaceae. C'est une espèce australienne de taille mallee à petite (jusqu'à 10 mètres de haut) avec une écorce lisse de couleur verte à blanc-vert.
Les feuilles adultes sont pétiolées, elliptiques, mesurant de 9 cm de long sur 2,5 cm de large, brillantes, concolores, vert-clair.
Les fleurs, jaune-vert, apparaissent apparaissent de la fin du printemps à la fin de l'été.
La distribution est limitée au sud de l'Australie-Méridionale, depuis la réserve naturelle de la baie des deux peuples jusqu'à Esperance, en passant par l'archipel de la Recherche. C'est un arbre que l'on ne trouve qu'à proximité des côtes et dans les régions granitiques.